# Amalafrid
Amalafrid (latinsky Amalafridas) (531? - 551?) byl syn posledního durynského krále Herminafrieda a jeho manželky Amalabergy, dcery Amalafridy a neteře ostrogotského krále Theodoricha Velikého.
Krátce po Amalafridově narození, v roce 531 franský král Theuderich I. durynské království. Po pádu durynského sídla v Metách, uprchl s rodiči a sestrou Rodelindou k ostrogótskému králi Theodahadovi. Později byli společně s ostrogótským králem Witigesem zajati byzantským generálem Flaviem Belisarem a posláni do Konstantinopole. Císař Justinián I. z Amalafrida v dospělosti udělal generála svých vojsk a jeho sestru Rodelindu dal za ženu langobardskému králi Audoinovi.
Když lombardský král požádal byzantského císaře Justiniána I. o pomoc proti Gepidům, poslal císař Langobardům římskou armádu pod velením konzula Justinem. Tažení se účastnil také Amalafrid a další germánští královští synové Aratius a Suartuas. V Ilýrii měli rozhodnout ve sporu mezi místními křesťany. Amalafrid vedl část římské armády proti Gepidům a společně s lombardským králem Audoinem Gepidy porazili.
Amalafrid měl syna Artachise. O jeho dalším osudu se nedochovaly žádné informace.